# Підводні човни типу «Гато»
| Підводні човни типу «Гато» | Підводні човни типу «Гато»                                         | Підводні човни типу «Гато»                                         |
| -------------------------- | ------------------------------------------------------------------ | ------------------------------------------------------------------ |
|                            |                                                                    |                                                                    |
|                            |                                                                    |                                                                    |
| Gato                       |                                                                    |                                                                    |
| Спуск на воду              | 1940—1944 (77 човнів)                                              | 1940—1944 (77 човнів)                                              |
| Виведений зі складу флоту  | 1944—1969                                                          | 1944—1969                                                          |
| Проєкт                     |                                                                    |                                                                    |
| Основні характеристики     |                                                                    |                                                                    |
| Швидкість (надводна)       | 20 вузлів (38 км/год)                                              | 20 вузлів (38 км/год)                                              |
| Швидкість (підводна)       | 8 вузлів (16 км/год)                                               | 8 вузлів (16 км/год)                                               |
| Робоча глибина занурення   | 90 м                                                               | 90 м                                                               |
| Автономність плавання      | 75 діб                                                             | 75 діб                                                             |
| Екіпаж                     | 60 чол. у мирний час, 80-85 чол. у воєнний час                     | 60 чол. у мирний час, 80-85 чол. у воєнний час                     |
| Розміри                    |                                                                    |                                                                    |
| Довжина найбільша (по КВЛ) | 95 м (93,6 м по ватерлінії)                                        | 95 м (93,6 м по ватерлінії)                                        |
| Ширина корпусу найб.       | 8,31 м                                                             | 8,31 м                                                             |
| Середня осадка (по КВЛ)    | 4,65 м                                                             | 4,65 м                                                             |
| Водотоннажність надводна   | 1 550 т                                                            | 1 550 т                                                            |
| Озброєння                  |                                                                    |                                                                    |
| Артилерія                  | палубна гармата 3"(76 мм)                                          | палубна гармата 3"(76 мм)                                          |
| Торпедно- мінне озброєння  | 6 носових і 4 кормових ТА калібру 21 "(533 мм), 24 торпеди         | 6 носових і 4 кормових ТА калібру 21 "(533 мм), 24 торпеди         |
| ППО                        | 2 кулемети калібру .50 (12,7 мм), 2 кулемети калібру .30 (7,62 мм) | 2 кулемети калібру .50 (12,7 мм), 2 кулемети калібру .30 (7,62 мм) |

Гато (тип підводних човнів ВМС США) (англ. gato, вид акули, запозичення від ісп. el gato, кіт) —  американські підводні човни (77 одиниць) часів Другої світової війни. Вдосконалена версія попереднього типу підводних човнів «Тамбор» із поліпшеними ходовими та бойовими характеристиками. Модифіковані дизельні двигуни й акумуляторні батареї збільшили дальність і тривалість підводного ходу. Також істотно покращилися побутові умови для екіпажу. «Gato» - назва першого корабля серії, USS Gato (SS-212).
Деякі човни класу «Гато» збереглися як експозиційні: USS Cavalla (SS-244) встановлено Seawolf Park, USS Cobia (SS-245)— експонат морського музею у Вісконсині, а USS Drum (SS-228) знаходиться в музеї Battleship Memorial Park.

## Основні характеристики
- Енергетична установка:
  - Чотири 16-циліндрових дизельних двигуни моделі 278A виробництва General Motors потужністю по 1 350 к.с. (1 000 кВт), окрім субмарин SS 228—239 і SS275-284, оснащених 10-циліндровими дизелями моделей 38D-1/8 виробництва Fairbanks-Morse;
  - Два електромотори виробництва General Electric потужністю 1 370 л. с. (1020 кВт), окрім SS 228—235, оснащених моторами Elliott Motor і SS 257—264, з моторами виробництва Allis-Chalmers;
  - Дві 126-елементні акумуляторні батареї виробництва Exide, крім SS 261, 275—278, та 280, з батареями виробництва Gould.
  - Два гребних ґвинти.
- Дальність плавання:
  - У надводному положенні – 11 800 морських миль на 10 вузлах (21 900 км за 19 км/год),
  - У підводному положенні – 100 морських миль на 3 вузлах (185 км за 5,6 км/год).
- Тривалість занурення: 48 годин.

## Цікаві факти
- USS Gato (SS-212), USS Balao (SS-285) і USS Tench (SS-417), які не мали кардинальних відмінностей, стали засновниками найчисленнішого класу американських субмарин.
- Говард В. Гілмор, капітан USS Growler (SS-215) був першим з підводників, нагороджений Медаллю Пошани. 7 лютого 1943 року Гілмор, перебуваючи на містку, був поранений з борту японського транспорту Hayasaki і віддав необхідний наказ на негайне занурення, хоча сам не встиг дістатися до люка вчасно.
- USS Darter (SS-227) стала єдиною американською субмариною, яка затонула у результаті удару об дно.
- Книга Едварда Бича Submarine! є своєрідною елегією по субмарині USS Trigger (SS-237) класу «Гато».
- USS Wahoo (SS-238), під командуванням одного з найвідоміших підводників США, Дадлі «Маш» Мортона, першою з американських субмарин проникла в Японське море. Вона була потоплена в 1943 році при поверненні з другого походу в той регіон.
- USS Cobia (SS-245) потопила японські транспорти, що йшли з танковими частинами як підкріплення на Іводзіму.
- USS Flasher (SS-249) стала найрезультативнішою субмариною США у Другій світовій війні. Тоннаж потоплених їй суден склав 100 231 брт за підрахунками JANAC.
- USS Harder (SS-257) під командуванням Samuel D. Dealey, став єдиним підводним човном, що потопив за свою кар'єру 5 ескортних кораблів. З них чотири були потоплені протягом одного походу.
- USS Mingo (SS-261) була продана в Японії після війни і служила під ім'ям Kuroshio.
- USS Cavalla (SS-244) потопила японський авіаносець «Сьокаку», який раніше брав участь в атаці на Перл-Гарбор.

## Інші моделі
| - USS Gato (SS-212) - USS Greenling (SS-213) - USS Grouper (SS-214) - USS Growler (SS-215) - USS Grunion (SS-216) - USS Guardfish (SS-217) - USS Albacore (SS-218) - USS Amberjack (SS-219) - USS Barb (SS-220) - USS Blackfish (SS-221) - USS Bluefish (SS-222) - USS Bonefish (SS-223) - USS Cod (SS-224) - USS Cero (SS-225) - USS Corvina (SS-226) - USS Darter (SS-227) - USS Drum (SS-228) - USS Flying Fish (SS-229) - USS Finback (SS-230) - USS Haddock (SS-231) - USS Halibut (SS-232) - USS Herring (SS-233) - USS Kingfish (SS-234) - USS Shad (SS-235) - USS Silversides (SS-236) - USS Trigger (SS-237) - USS Wahoo (SS-238) - USS Whale (SS-239) - USS Angler (SS-240) - USS Bashaw (SS-241) - USS Bluegill (SS-242) - USS Bream (SS-243) - USS Cavalla (SS-244) - USS Cobia (SS-245) - USS Croaker (SS-246) - USS Dace (SS-247) - USS Dorado (SS-248) - USS Flasher (SS-249) - USS Flier (SS-250) | - USS Flounder (SS-251) - USS Gabilan (SS-252) - USS Gunnel (SS-253) - USS Gurnard (SS-254) - USS Haddo (SS-255) - USS Hake (SS-256) - USS Harder (SS-257) - USS Hoe (SS-258) - USS Jack (SS-259) - USS Lapon (SS-260) - USS Mingo (SS-261) - USS Muskallunge (SS-262) - USS Paddle (SS-263) - USS Pargo (SS-264) - USS Peto (SS-265) - USS Pogy (SS-266) - USS Pompon (SS-267) - USS Puffer (SS-268) - USS Rasher (SS-269) - USS Raton (SS-270) - USS Ray (SS-271) - USS Redfin (SS-272) - USS Robalo (SS-273) - USS Rock (SS-274) - USS Runner (SS-275) - USS Sawfish (SS-276) - USS Scamp (SS-277) - USS Scorpion (SS-278) - USS Snook (SS-279) - USS Steelhead (SS-280) - USS Sunfish (SS-281) - USS Tunny (SS-282) - USS Tinosa (SS-283) - USS Tullibee (SS-284) - USS Golet (SS-361) - USS Guavina (SS-362) - USS Guitarro (SS-363) - USS Hammerhead (SS-364) |

| USS Gato (SS-212), грудень 1941 | < br/> USS Drum (SS-228), в музеї Battleship Memorial Park. |
| USS Gato (SS-212), грудень 1941 | USS Wahoo (SS-238), 14 липня 1943.                          |